# Gerhard II. (Bremen)
Gerhard II., auch Gerhard zur Lippe oder Gebhard zur Lippe, lateinisch Gerardus (* um 1190; † 28. August 1258 in Bremervörde) war von 1219 bis zu seinem Tode Erzbischof von Bremen und Bischof von Hamburg.

## Herkunft

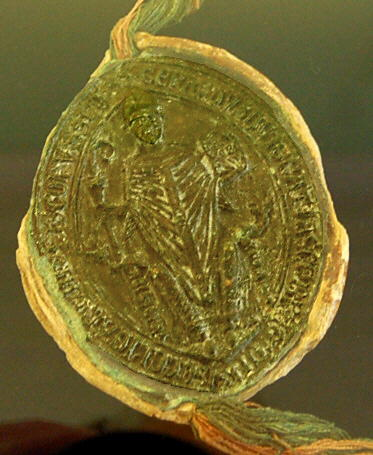
Siegel von Gerhard II aus dem Jahr 1240

Gerhard stammte aus einer Familie der Herren (später Grafen und Fürsten) von Lippe mit geografischem Ursprung nahe dem Westfälischen Hellweg und zunehmendem Territorialbesitz im östlichen Westfalen. Das Geschlecht stellte zahlreiche kirchliche Würdenträger. Er war der Sohn von Bernhard II. zur Lippe und Heilwig von Are-Hochstaden. Er war seinem Vater in dessen kriegerischer und religiöser Art sehr ähnlich.

## Ämter und Politik
Gerhard war zunächst Propst zu Paderborn.
1219 wurde er als Nachfolger von Gerhard I. (aus dem Haus Oldenburg-Wildeshausen) zum Erzbischof von Bremen. In den ersten Jahren seiner Amtszeit war er wie mehrere seiner Vorgänger Inhaber zweier Bischofsämter, des Episkopats von Hamburg und des Archiepiskopats von Bremen. Papst Honorius III. bestätigte 1224 endgültig Bremen als Sitz des Doppel-Erzbistums Bremen-Hamburg. Es gab jedoch weiterhin zwei Stifter. Das Domkapitel zu Hamburg bestand fort, hatte aber nun geringere Rechte als das zu Bremen. Die Position des Hamburger Kapitels war dadurch geschwächt, dass Hamburg von 1201 bis zur Niederlage Waldemars II. bei Bornhöved 1227 faktisch unter der Hoheit Dänemarks stand. Gerhard nahm aktiv an dieser Schlacht teil.
Zum Aufstieg des Erzstiftes zu einer der stärksten Mächte Nordwestdeutschlands trug er wesentlich bei. Ab 1257 überließ er seine hoheitlichen Befugnisse weitgehend einem Verweser, seinem Neffen Bischof Simon I. von Paderborn. Sein Nachfolger im Amt wurde 1258 Hildebold von Wunstorf.

### Krieg gegen die Stedinger

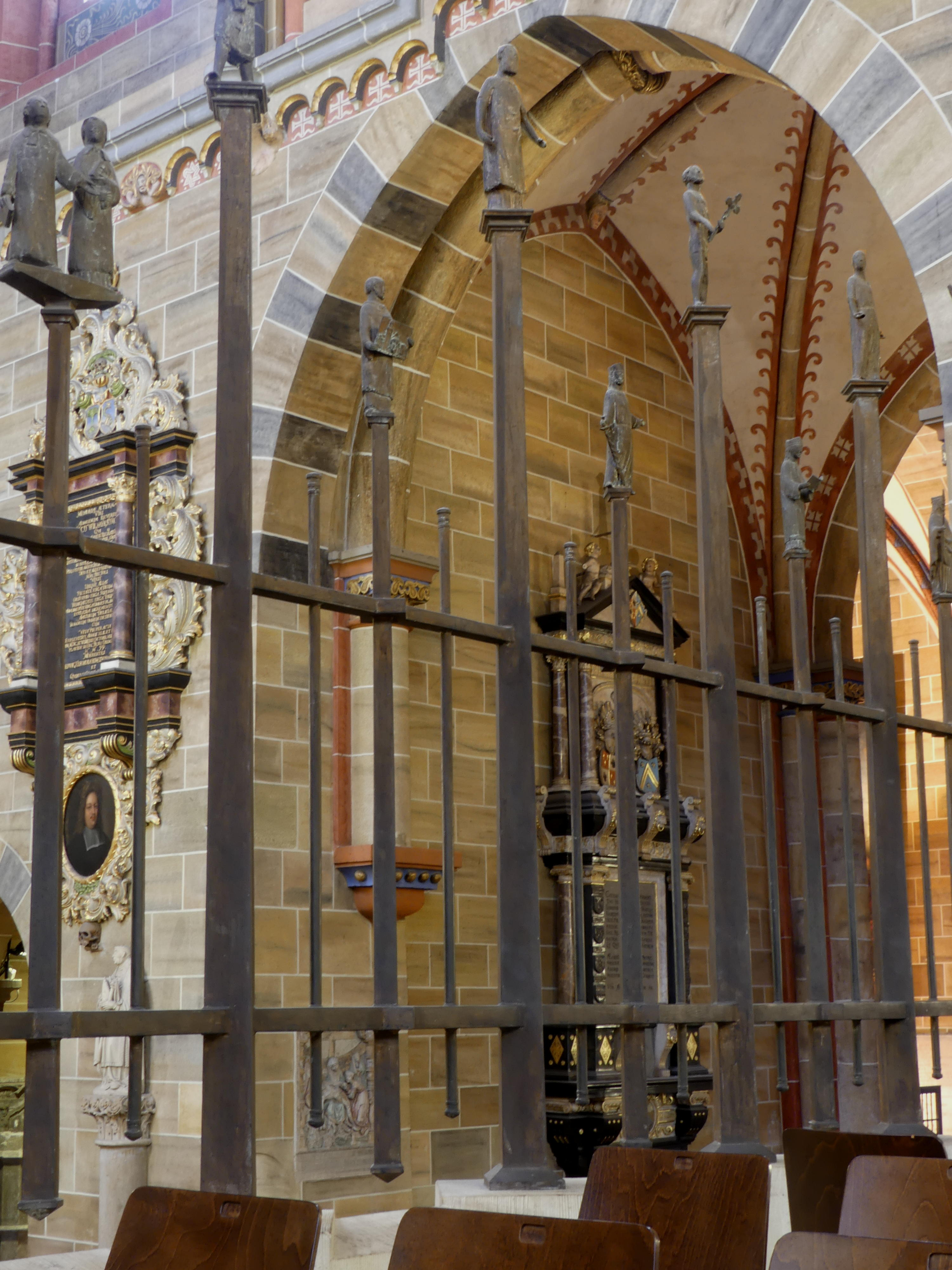
Moderne Chorschranke des Bremer Doms, in mittlerer Position der unteren Reihe Gerhard II., Bischof mit Schwert

Die Unterwerfung der Stedinger Bauern betrieb Gerhard II. kreuzzugartig mit Unterstützung des Grafenhauses Oldenburg. 1234 unterwarf er Stedingen in der siegreichen Schlacht bei Altenesch. Gerhard verzichtete dafür auf Hoheitsansprüche in Oldenburg, gewann und sicherte Stade und Dithmarschen gegen Dänemark.

### Weitere Fehden
1227 nahm er teil an der Schlacht bei Bornhöved gegen Dänemark und vermittelte Frieden zwischen Dänemark und dem Grafen von Haus Schauenburg in Holstein und den Grafen von Schwerin.

### Bremen und der Erzbischof
1220 ließ der Erzbischof die Witteborg bei Farge an der Weser errichten und verlangte von den Schiffen für die Durchfahrt Abgaben. Die Bremer begehrten aber gegen diese Regelung auf, sodass die Befestigung bald darauf wieder abgerissen wurde.
Durch die Gerhardschen Reversalen von 1246 machte der Erzbischof verliehene (siehe dazu Gelnhauser Privileg und Bremer Stadtrecht) oder auch angemaßte Rechte der Bremer Bürger rückgängig. Gerhard II. wollte willkürlich künftig nur die von ihm gewährten Rechte anerkennen. Die Bürger durften sich nur an den Stadtvogt des Erzbischofs wenden. Eine Berufung an den Bremer Rat war ausgeschlossen, denn nur der Erzbischof konnte die Rechte seiner Dienstmannen gewähren. Hörige der Kirche konnten auch nach einem mehr als einjährigen Aufenthalt in Bremen nicht frei werden. Gerhard II. übte die Kontrolle über die Handwerksämter aus. Die kirchlichen Güter wurden der bremischen Gerichtsbarkeit entzogen. Der Rat der Stadt durfte sich danach nicht mehr selbst ergänzen, sondern wurde von den wahlberechtigten Bürgern gewählt.

## Bauherr und Gründer

### In Bremen
Da bald nach seinem Amtsantritt das Patrozinium der wichtigsten Bremer Pfarrkirche von St. Vitus auf St. Marien (Unser lieben Frauen) geändert wurde, gilt er als Initiator des Umbaus dieser Kirche zu einer Hallenkirche. Vielleicht im Zusammenhang dieser anspruchsvollen Investition teilte er deren Pfarrei nur auf ein Machtwort Papst Gregors IX hin auf Drei Jahre vorher hatte ihm Papst Honorius III. einen Ablass für die „Reparatur“ des Doms bewilligt, der wohl wesentlich zur Finanzierung der frühgotischen Einwölbung der Kathedrale beitrug.
Im seiner Amtszeit wurde kurz vor 1244 die Bremer Weserbrücke gebaut, aber nicht als Projekt und Betrieb der Stadt Bremen, sondern gebaut und jahrhundertelang betrieben von der Grafschaft Bruchhausen, dem Nordteil der Grafschaft Hoya.

### Kirche von Stellau
Eine romanische Feldsteinkirche, erbaut durch die Krummendieks in der Nähe des Schlachtfeldes von Stellau (Sieg König Waldemars II. von Dänemark über Graf Adolf III. von Holstein), wurde 1230 durch Erzbischof Gerhard II. geweiht.

### Kloster Lilienthal
1232 gründete Gerhard II. das Kloster Lilienthal bei Bremen.